# Hallo Leben (Album)
Hallo Leben ist das Debütalbum der Sängerin Sotiria, das in Zusammenarbeit mit dem Grafen von Unheilig entstand. Das Album erschien am 19. Oktober 2018 über das Label Polydor.
Das Album lässt sich in die Musikrichtung Pop einordnen, dennoch finden sich Einflüsse von Rock- und Schlagermusik in einigen Titeln.

## Hintergrund
Nach der Auflösung der Band Eisblume im Jahr 2013 absolvierte Sotiria Schenk ein Studium der Wirtschaftskommunikation. Nachdem dieses abgeschlossen war, traf sie sich auf einem der Abschlusskonzerte von Unheilig ein weiteres Mal mit dem Grafen, der ihr Unterstützung bei musikalischen Projekten zusagte. Nach einigen Gesprächen entstanden so Lieder für das Album Hallo Leben. Der Graf schrieb alle Stücke bis auf Wer bist du und Wunderwerk, die von Schenk selbst oder gemeinsam mit anderen Autoren geschrieben wurden.
Des Weiteren gab es zuvor noch interne Diskussionen über den neuen Projektnamen der Sängerin. Schenk entschied sich trotz Gegenstimmen ihres Managements für den Namen Sotiria, der auch ihr bürgerlicher Vorname ist.

## Entstehung
Sotiria und der Graf verpackten einige persönliche Geschichten der Sängerin in Lieder.
So handelt Zeiten ändern dich von einer Freundin, mit der sie sich über die Jahre auseinander gelebt hat. Ein Licht für dich und Wer bist du handeln von ihrer Familie und vor allem ihrem Vater, zu dem sie ein eher schwieriges Verhältnis hat. Wunderwerk widmete sie ihrer krebskranken Tante und Ich lass dich frei handelt von ihrer verstorbenen Großmutter.
Die restlichen Lieder entstanden direkt nach der Abschiedstour von Unheilig. So handelt Lichtermeer vom Abschied seiner Fans und all den Lichtern, die er auf seinen Konzerten sehen durfte. Hallo Leben und Mit dir waren außerdem nicht als direkte Duette mit Sotiria geplant. Erst als man die Demos des Grafen über die Aufnahmen von Sotiria legte, merkten sie, wie gut ihre Stimmen miteinander harmonierten.

## Titelliste
1. Alles auf Anfang – 3:38
2. Hallo Leben (mit Unheilig) – 3:47
3. Zeiten ändern dich – 4:13
4. Ein Licht für dich – 3:22
5. Mit dir (mit Unheilig) – 3:40
6. Ich wünsche mir ein Feuer – 3:22
7. Unbesiegbar – 4:07
8. Wunderwerk – 3:42
9. Stark für dich – 3:46
10. Unendlich – 3:39
11. Lichtermeer – 4:48
12. Zwischen Himmel und Hölle – 3:43
13. Ich lass dich frei – 4:37
14. Wer bist du – 4:01
15. Diese Tage sind ewig – 3:32

Bonus-Titel
1. Hallo Leben (Live) – 3:47
2. Ich wünsche mir ein Feuer (Live) – 3:32
3. Unbesiegbar (Live) – 3:42

## Veröffentlichungen

### Singles
Als erste Single des Albums wurde Hallo Leben ausgewählt, die am 18. Mai 2018 als Download und Live-Video zur Verfügung gestellt wurde. Diese wurde später noch durch eine Version mit Unheilig ergänzt, die am 28. September 2018 ebenfalls noch vor dem Album veröffentlicht wurde.
Am 19. Oktober 2018 folgte direkt nach der Albumveröffentlichung die zweite Single, Ein Licht für dich.
Die dritte Single folgte am 12. Januar 2019: Ich wünsche mir ein Feuer als Akustik-Version.

### Limitierte Fanbox
Neben der Standard-Version zu Hallo Leben erschien außerdem eine limitierte Fanbox. Diese enthält eine zweite CD mit zwölf Demos aller vom Grafen geschriebenen Songs. Außerdem lagen dieser Box noch Postkarten und ein Poster bei.